# Smart (avtomobil)
Smart Automobile je divizija podjetja Daimler AG, ki proizvaja majhne avtomobile kot so Smart Fortwo in Smart Forfour. Sedež Smarta je Böblingenu, glavne proizvodne linije pa so v Hambachu, Francija in Novem mestu, Slovenija. 
Do leta 2015 so zgradili več kot 1,7 milijona avtomobilov Fortwo.

## Modeli
| Obdobje proizvodnje  | Model                                                           | Slika |
| 1998–2000            | smart City-Coupé & City-Cabrio                                  |       |
| 2002                 | smart Crossblade                                                |       |
| 2001–2007            | smart City-Coupé & City-Cabrio (preimenovan v Fortwo leta 2004) |       |
| 2001–2004            | smart K (samo na Japonskem)                                     |       |
| 2003–2005            | smart Roadster                                                  |       |
| 2004–2006 2014–danes | smart Forfour                                                   |       |
| 2007–danes           | smart danes                                                     |       |
| 2008–danes           | smart Fortwo ED (v preteklosti znan kot EV)                     |       |